# Altach
Altach là một thị trấn thuộc huyện Feldkirch, bang Vorarlberg, Áo. Altach có diện tích 5,36 km², dân số thời điểm năm 2006 là 6512 người.